# Dwingeloo
Dwingeloo – miasto w połowie drogi między Meppel i Assen w holenderskiej prowincji Drenthe. 
3 km na południe znajduje się radioteleskop należący do obserwatorium zarządzanego przez ASTRON. 
Dwingeloo było osobną gminą do roku 1998, kiedy to stało się częścią Westerveld. 
W roku 2001 miasto Dwingeloo liczyło 2277 mieszkańców. Zabudowany obszar miasta miał powierzchnię 0.95km², na którym to terenie stały 982 domy. Obszar statystyczny Dwingeloo, który zawiera także okoliczne osiedla, liczy około 2560 mieszkańców. 